# Hecalus aurora
Hecalus aurora är en insektsart som beskrevs av Rauno E. Linnavuori 1975. Hecalus aurora ingår i släktet Hecalus och familjen dvärgstritar. Inga underarter finns listade i Catalogue of Life.